# Brokenwood – Mord in Neuseeland
Brokenwood – Mord in Neuseeland (Originaltitel: The Brokenwood Mysteries) ist eine neuseeländische Fernsehserie. Die deutschsprachigen Erstausstrahlungsrechte hat die ARD/Das Erste. Die deutschsprachige Erstausstrahlung erfolgte ab 21. Juli 2019.

## Inhalt
Polizeiinspektor Mike Shepherd von der Auckland Judicial Police wird auf eigenen Wunsch in die Stadt Brokenwood versetzt, in welcher er von nun an Mordfälle löst.

## Besetzung
Die Synchronisation der Serie wurde bei der Splendid Synchron nach einem Dialogbuch von Markus Jütte unter der Dialogregie von Gerrit Schmidt-Foß erstellt.
| Rolle                             | Darsteller       | Synchronsprecher   |
| --------------------------------- | ---------------- | ------------------ |
| Detective Inspector Mike Shepherd | Neill Rea        | Robert Glatzeder   |
| Detective Constable Kristin Sims  | Fern Sutherland  | Ranja Bonalana     |
| Detective Constable Sam Breen     | Nic Sampson      | Gerrit Schmidt-Foß |
| Dr. Gina Kadinsky                 | Cristina Ionda   | Ute Noack          |
| Jared Morehu                      | Pana Hema Taylor | David Turba        |

Als Nebendarsteller der vierten Staffel sind Rawiri Jobe als Klempner Kahu, Elizabeth McRae als Rentnerin Mrs Marlowe, Tracy Lee Gray als Wirtin Trudy, Karl Willetts als Eismann Frankie 'Frodo' Oades und Brett O’Gorman als Jagdshop-Betreiber Tony im festen Cast zu sehen.

## Episoden
Seit 2014 wurden bis 2024 in Neuseeland zehn Staffeln veröffentlicht. Die Staffeln eins bis sechs bestehen aus je vier, Staffel sieben bis zehn aus je sechs Folgen. Im deutschen Fernsehen sendete Das Erste bisher die ersten 26 Folgen (Stand Ende 2024):

### Staffel 1
| Nr. (ges.) | Nr. (St.) | Deutscher Titel     | Originaltitel    | Erstausstrahlung Neuseeland | Deutschsprachige Erstausstrahlung (Das Erste) |
| ---------- | --------- | ------------------- | ---------------- | --------------------------- | --------------------------------------------- |
| 1          | 1         | Blut und Wasser     | Blood and Water  | 28. Sep. 2014               | 21. Juli 2019                                 |
| 2          | 2         | Bitterer Wein       | Sour Grapes      | 5. Okt. 2014                | 28. Juli 2019                                 |
| 3          | 3         | Der letzte Abschlag | Playing the Lie  | 12. Okt. 2014               | 4. Aug. 2019                                  |
| 4          | 4         | Tödliche Jagd       | Hunting the Stag | 19. Okt. 2014               | 11. Aug. 2019                                 |

### Staffel 2
| Nr. (ges.) | Nr. (St.) | Deutscher Titel            | Originaltitel        | Erstausstrahlung Neuseeland | Deutschsprachige Erstausstrahlung (Das Erste) |
| ---------- | --------- | -------------------------- | -------------------- | --------------------------- | --------------------------------------------- |
| 5          | 1         | Tödliche Niederlage        | Leather and Lace     | 27. Sep. 2015               | 1. März 2020                                  |
| 6          | 2         | Sterben oder nicht Sterben | To Die or Not to Die | 4. Okt. 2015                | 25. Apr. 2020                                 |
| 7          | 3         | Fang des Tages             | Catch of the Day     | 11. Okt. 2015               | 21. Mai 2020                                  |
| 8          | 4         | Blutiges Pink              | Blood Pink           | 18. Okt. 2015               | 31. Mai 2020                                  |

### Staffel 3
| Nr. (ges.) | Nr. (St.) | Deutscher Titel     | Originaltitel            | Erstausstrahlung Neuseeland | Deutschsprachige Erstausstrahlung (Das Erste) |
| ---------- | --------- | ------------------- | ------------------------ | --------------------------- | --------------------------------------------- |
| 9          | 1         | Der schwarze Witwer | The Black Widower        | 30. Okt. 2016               | 18. Okt. 2020                                 |
| 10         | 2         | Das Spiel vom Tod   | Over Her Dead Body       | 6. Nov. 2016                | 7. Nov. 2020                                  |
| 11         | 3         | Benzin im Blut      | The Killing Machine      | 13. Nov. 2016               | 22. Nov. 2020                                 |
| 12         | 4         | Blutige Verlobung   | A Merry Bloody Christmas | 20. Nov. 2016               | 5. Dez. 2020                                  |

### Staffel 4
| Nr. (ges.) | Nr. (St.) | Deutscher Titel       | Originaltitel              | Erstausstrahlung Neuseeland | Deutschsprachige Erstausstrahlung (Das Erste) |
| ---------- | --------- | --------------------- | -------------------------- | --------------------------- | --------------------------------------------- |
| 13         | 1         | Im freien Fall        | Fall from Grace            | 29. Okt. 2017               | 17. Okt. 2021                                 |
| 14         | 2         | Du sollst nicht töten | Stone Cold Dead            | 5. Nov. 2017                | 14. Nov. 2021                                 |
| 15         | 3         | Die Vogelscheuche     | The Scarecrow              | 12. Nov. 2017               | 29. Mai 2022                                  |
| 16         | 4         | Tödliche Erinnerung   | As if Nothing Had Happened | 19. Nov. 2017               | 23. Okt. 2022                                 |

### Staffel 5
| Nr. (ges.) | Nr. (St.) | Deutscher Titel    | Originaltitel   | Erstausstrahlung Neuseeland | Deutschsprachige Erstausstrahlung (Das Erste) |
| ---------- | --------- | ------------------ | --------------- | --------------------------- | --------------------------------------------- |
| 17         | 1         | Zu Tode erschreckt | Scared to Death | 28. Okt. 2018               | 8. Jan. 2023                                  |
| 18         | 2         | Die tote Braut     | Bride Not to Be | 4. Nov. 2018                | 19. Feb. 2023                                 |
| 19         | 3         | Der letzte Wille   | Tontine         | 11. Nov. 2018               | 26. Feb. 2023                                 |
| 20         | 4         | Der dunkle Engel   | The Dark Angel  | 18. Nov. 2018               | 2. Apr. 2023                                  |

### Staffel 6
| Nr. (ges.) | Nr. (St.) | Deutscher Titel          | Originaltitel              | Erstausstrahlung Neuseeland | Deutschsprachige Erstausstrahlung (Das Erste) |
| ---------- | --------- | ------------------------ | -------------------------- | --------------------------- | --------------------------------------------- |
| 21         | 1         | Mit Volldampf in den Tod | The Power of Steam         | 10. Nov. 2019               | 14. Jan. 2024                                 |
| 22         | 2         | Mörderische Seiten       | A Real Page Turner         | 17. Nov. 2019               | 11. Feb. 2024                                 |
| 23         | 3         | Tote Männer jagen nicht  | Dead Men Don’t Shoot Ducks | 24. Nov. 2019               | 18. Feb. 2024                                 |
| 24         | 4         | Tot und begraben         | Dead and Buried            | 1. Dez. 2019                | 24. März 2024                                 |

### Staffel 7
| Nr. (ges.) | Nr. (St.) | Deutscher Titel              | Originaltitel                   | Erstausstrahlung Neuseeland | Deutschsprachige Erstausstrahlung (Das Erste) |
| ---------- | --------- | ---------------------------- | ------------------------------- | --------------------------- | --------------------------------------------- |
| 25         | 1         | Das Bild des Grauens         | The Garotte and the Vinklebraun | 29. März 2021               | 20. Okt. 2024                                 |
| 26         | 2         | Die drei Hexen               | The Witches of Brokenwood       | 5. Apr. 2021                | 27. Okt. 2024                                 |
| 27         | 3         | Den Letzten beißen die Hunde | Dog Day Morning                 | 12. Apr. 2021               | 16. März 2025                                 |
| 28         | 4         | Mord nach Rezept             | Something Nasty at the Market   | 19. Apr. 2021               | 27. Apr. 2025                                 |
| 29         | 5         | Im falschen Licht            | Exposed to the Light            | 26. Apr. 2021               | 1. Juni 2025                                  |
| 30         | 6         | Eine tödliche Feier          | Here’s to You, Mrs. Robinson    | 3. Mai 2021                 | –                                             |

### Staffel 8
| Nr. (ges.) | Nr. (St.) | Deutscher Titel | Originaltitel                | Erstausstrahlung Neuseeland | Deutschsprachige Erstausstrahlung (-) |
| ---------- | --------- | --------------- | ---------------------------- | --------------------------- | ------------------------------------- |
| 31         | 1         | –               | From the Cradle to the Grave | 1. Juli 2022                | –                                     |
| 32         | 2         | –               | Death ’n’ Bass               | 4. Juli 2022                | –                                     |
| 33         | 3         | –               | Spark to a Flame             | 11. Juli 2022               | –                                     |
| 34         | 4         | –               | Three Coins in a Fountain    | 18. Juli 2022               | –                                     |
| 35         | 5         | –               | Good as Gold                 | 25. Juli 2022               | –                                     |
| 36         | 6         | –               | Four Fires and a Funeral     | 1. Aug. 2022                | –                                     |

### Staffel 9
| Nr. (ges.) | Nr. (St.) | Deutscher Titel | Originaltitel           | Erstausstrahlung Neuseeland | Deutschsprachige Erstausstrahlung (–) |
| ---------- | --------- | --------------- | ----------------------- | --------------------------- | ------------------------------------- |
| 37         | 1         | –               | Brokenwood: The Musical | 10. Apr. 2023               | –                                     |
| 38         | 2         | –               | Old Blood Money         | 17. Apr. 2023               | –                                     |
| 39         | 3         | –               | Nun of the Above        | 24. Apr. 2023               | –                                     |
| 40         | 4         | -               | Going to the Dogs       | 1. Mai 2023                 | -                                     |
| 41         | 5         | –               | Shot of Love            | 8. Mai 2023                 | –                                     |
| 42         | 6         | –               | Motorcycle Mamas        | 15. Mai 2023                | –                                     |

### Staffel 10
| Nr. (ges.) | Nr. (St.) | Deutscher Titel | Originaltitel              | Erstausstrahlung Neuseeland | Deutschsprachige Erstausstrahlung (–) |
| ---------- | --------- | --------------- | -------------------------- | --------------------------- | ------------------------------------- |
| 43         | 1         | –               | Brokenwood-o-saurus        | 29. Apr. 2024               | –                                     |
| 44         | 2         | –               | Day of the Dead            | 6. Mai 2024                 | –                                     |
| 45         | 3         | –               | Publish or Be Damned       | 13. Mai 2024                | –                                     |
| 46         | 4         | -               | Love You to Death          | 20. Mai 2024                | -                                     |
| 47         | 5         | –               | The House of Screams       | 27. Mai 2024                | –                                     |
| 48         | 6         | –               | Three Gold Leaves of Jesus | 3. Juni 2024                | –                                     |

## Kritik
Anlässlich des Erstausstrahlungsbeginns in Deutschland äußerte sich der Journalist Harald Keller unbegeistert über die bis dahin in sechs Staffeln produzierte Serie: Sowohl Inhalte als auch filmische Umsetzung seien „konventionell angelegt, mit einer humorvollen Grundnote und häufig aufgesetzt wirkenden Wendepunkten, an denen das Wirken eines allmächtigen Autors kenntlich“ werde. Zudem gebe es Nachlässigkeiten bei der deutschen Synchronisation, etwa bei wörtlichen Übersetzungen wie „eine nette Kamera“ oder „Pathologin“ für eine Rechtsmedizinerin.